# Media-ethiek
Media-ethiek is een filosofisch vakgebied waarin morele dilemma's in de journalistiek, voorlichting en reclame worden geanalyseerd. Anders gedefinieerd is media-ethiek een systematische en methodische reflectie op het functioneren van massamedia. Media-ethici richten zich met name op probleemsituaties die zich voordoen in de (beroepsmatige) informatievoorziening.
Media-ethische kwesties doen zich zowel voor aan de kant van de informatiezender als -ontvanger. Ruimer beschouwd zijn ze tevens een zaak van media-structuren en -systemen.

## Onderwerpen
Voorbeelden van onderwerpen waar media-ethici zich onder meer mee bezighouden zijn:
- advertorials
- betaling van nieuwsbronnen, of voor informatie
- infotainment
- mediapluriformiteit
- realitytelevisie
- de grenzen van het toelaatbare in reclame
- sponsoring
- de inzetbaarheid van technische middelen (bijvoorbeeld beeldbewerking/beeldmanipulatie)